# 蔣觀德
蔣觀德(1958年9月23日—2013年1月27日），美籍华裔生物学家。

## 生平
生于中華民國(台湾)，12岁赴美，(1975年)于麻省理工学院获学士学位，(1979年)于约翰霍普金斯大学获博士学位。1985年到美国国立卫生研究院工作，去世前已成为国立过敏反应和传染病研究所分子病毒学实验室主任。他积极在科学界推动族群平等，并参与多个美国华人专业组织。2008年当选中華民國中央研究院院士第二十七屆(生命科學組)院士。
蒋的研究聚焦于病毒学，尤其是艾滋病和逆转录病毒。一生發表论文200多篇，获得2项专利。曾发现HIV转录依赖RNA元件TAR，阐明人T细胞白血病病毒（HTLV）通过作用于细胞分裂而诱导细胞发生致瘤性转化，发现TRBP并证明其对RNA干扰的影响；发现有丝分裂关卡的核心蛋白MAD1；阐明了SUN1蛋白的功能及其对早老症的影响。